# Monster Building
Il Monster Building (dall'inglese: Edificio mostro) è un gruppo di cinque edifici collegati tra loro situati in King's Road, nell'area di Quarry Bay ad Hong Kong. Si tratta di una destinazione popolare per la fotografia ed è stata utilizzata come ispirazione per diverse riprese cinematografiche. Nei cinque edifici vi sono 2 243 unità abitative disposte su 18 piani; attualmente vi risiedono circa 10 000 persone.

## Storia e caratteristiche
L'edificio venne originariamente costruito negli anni '60 e fu chiamato Parker Estate (百嘉新邨), in riferimento al monte Parker, che si trova a sud del fabbricato; fu successivamente venduto. Nel 1972 l'edificio venne diviso in cinque unità: Fook Cheong Building (福昌樓), Montane Mansion (海山樓), Oceanic Mansion (海景樓), Yick Cheong Building (益昌大廈) e Yick Fat Building (益發大廈); l'edificio più alto è Oceanic Mansion, con 18 piani. Nell'area compresa nell'edificio sorgono diversi negozi.

## Cultura popolare
Il sito è privato, ed è divenuto popolare tra i turisti e i locali dopo che nel 2013 divenne famosa una fotografia di Romain Jacquet-Lagrèze. La fotografia dell'edificio fu la copertina del suo libro fotografico "Vertical Horizon". Il sito divenne talmente popolare che i residenti iniziarono ad apporre cartelli, chiedendo ai visitatori rispetto per l'area. La struttura ha ispirato scene nei film come Transformers 4 - L'era dell'estinzione e Ghost in the Shell e video musicali come "Labyrinth" di Mondo Grosso e Hikari Mitsushima e "Cave Me In" di Gallant e Eric Nam.

## Galleria d'immagini

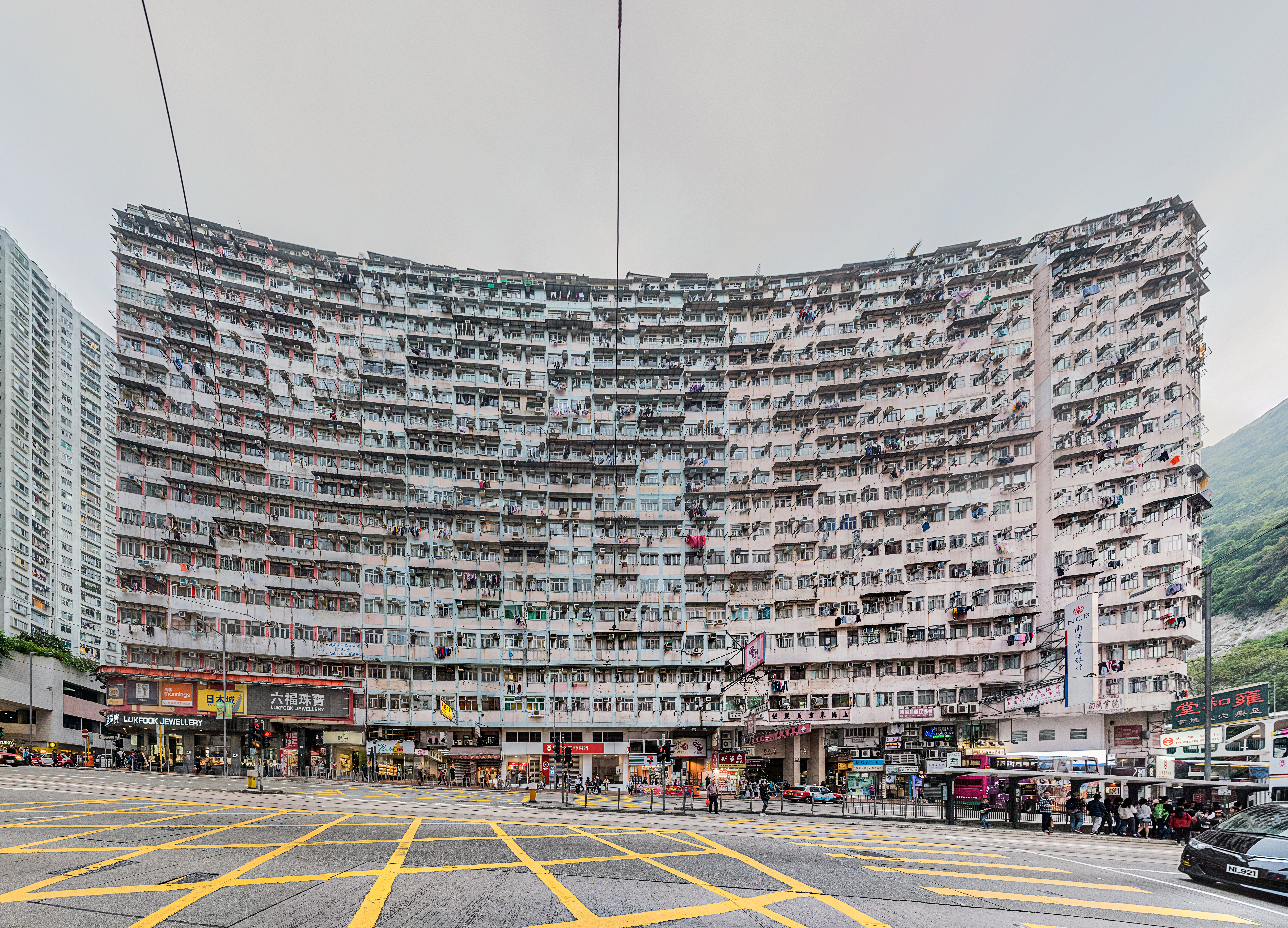
Facciata esteriore su King's Road
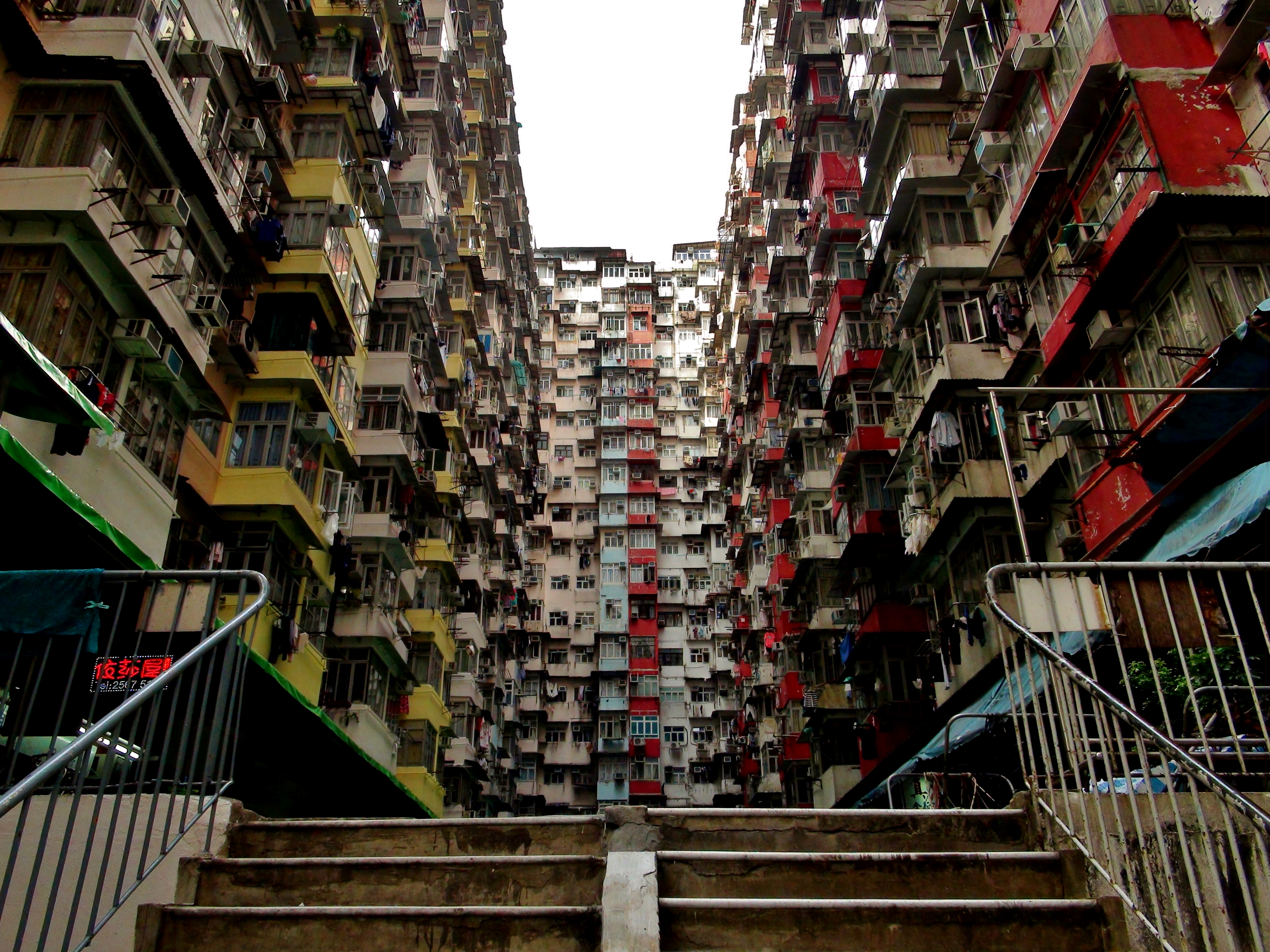
Yick Cheong Building (a sinistra ed in centro) e Yick Fat Building (a destra)
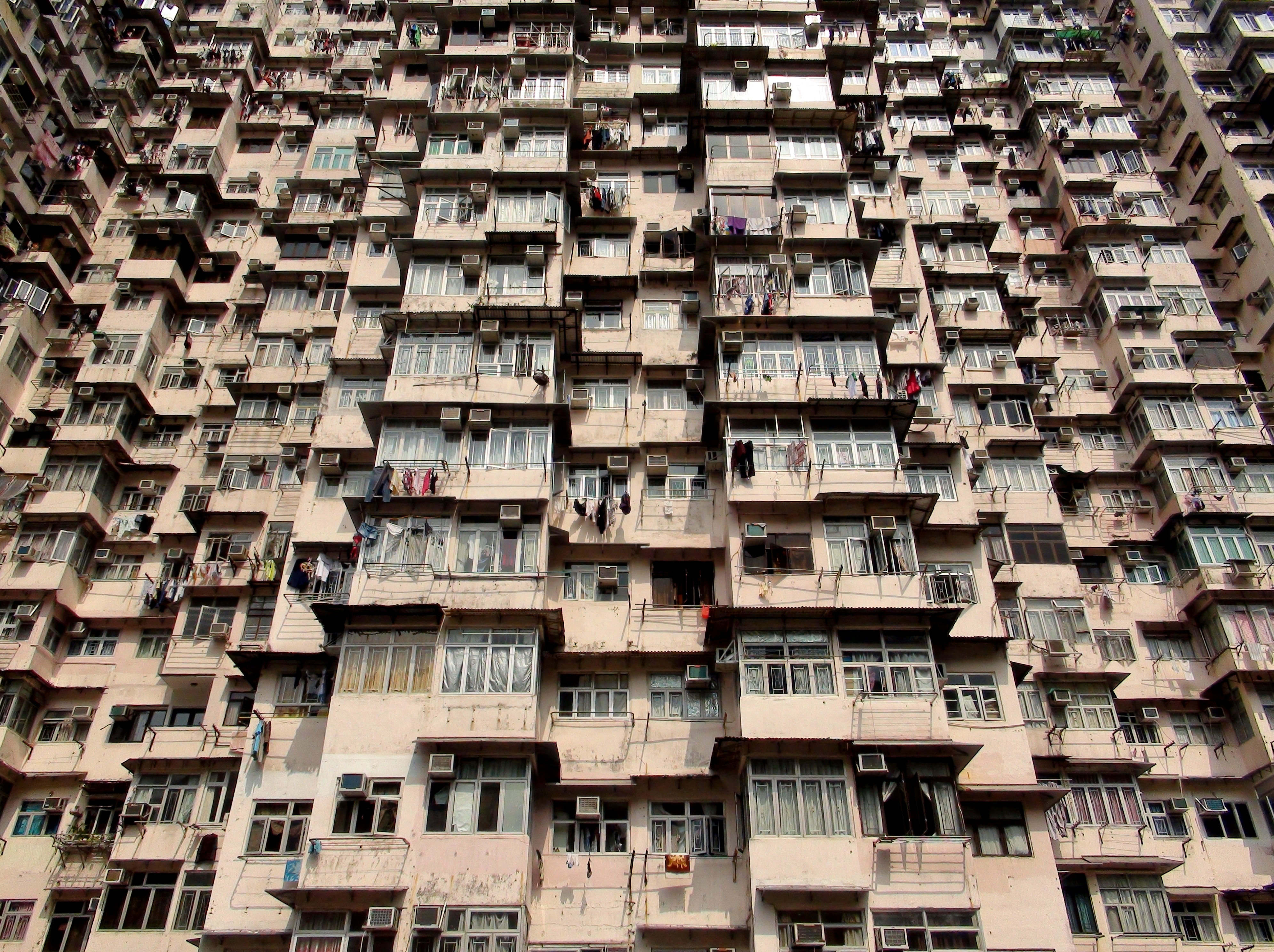
Montane Mansion